# Unterseeboot UB-53
Pour les autres navires du même nom, voir Unterseeboot 53.
L'Unterseeboot UB-53 est un sous-marin (U-Boot) allemand de type UB III utilisé par la Kaiserliche Marine pendant la Première Guerre mondiale. Il a été mis en service dans la flottille de Pola de la marine impériale allemande le 21 août 1917.
Il opéra dans le cadre de la flottille de Pola basée à Cattaro. Le 7 avril 1918, le sous-marin vit un dirigeable prendre feu accidentellement et s’écraser dans la mer près du canal d'Otrante, avec la perte de tout l’équipage. Il s’agissait apparemment du Zeppelin L 59, de la marine allemande, modifié pour les vols long-courriers, à l’aller d’un vol en provenance de Yambol, en Bulgarie, dans le but de bombarder la base de la Royal Navy à Malte
L'UB-53 a été coulé le 3 août 1918 à 39° 40′ N, 18° 40′ E par les mines du barrage d'Otrante dans le détroit d'Otrante. 10 membres d’équipage sont morts dans le naufrage.

## Conception
Comme tous les sous-marins de type UB III, l’UB-53 avait un déplacement de 516 tonnes en surface et de 651 tonnes en immersion. Ses moteurs lui permettaient de naviguer à 13,6 nœuds (25,2 km/h) en surface et à 8 nœuds (15 km/h) en immersion. Il avait une autonomie de 9040 milles marins (16740 km) à sa vitesse de croisière. L'UB-53 transportait 10 torpilles et était armé d’un canon de pont de 8,8 cm. L'UB-53 avait un équipage pouvant compter jusqu’à 3 officiers et 31 hommes.

## Carrière
L'UB-53 a été commandé par le GIN le 20 mai 1916. Il a été construit par Blohm & Voss à Hambourg et, après un peu moins d’un an de construction, a été lancé à Hambourg le 9 mars 1917. L'UB-53 a été mis en service plus tard la même année sous le commandement du lieutenant-colonel Robert Sprenger.

## Affectations
- Flottille Mittelmeer / Mittelmeer I : du 1er novembre 1917 au 3 août 1918

## Commandants
- Oblt.z.S. / Kptlt. Robert Sprenger : du 21 août 1917 au 3 août 1918

## Navires coulés
| Date             | Nom            | Nationalité    | Tonnage | Destin. |
| ---------------- | -------------- | -------------- | ------- | ------- |
| 17 décembre 1917 | Nina           | Grèce          | 126     | Coulé   |
| 31 décembre 1917 | Lily           | Grèce          | 2993    | Coulé   |
| 20 février 1918  | Taxiarchis     | Grèce          | 292     | Coulé   |
| 26 février 1918  | Saida          | France         | 45      | Coulé   |
| 2 mars 1918      | Euxeinos       | Grèce          | 2891    | Coulé   |
| 6 mars 1918      | Kalgan         | United Kingdom | 1862    | Coulé   |
| 9 avril 1918     | Aveiro         | Portugal       | 2209    | Coulé   |
| 22 avril 1918    | Kheda Moulekar | France         | 40      | Coulé   |
| 22 avril 1918    | Marshalla      | United Kingdom | 77      | Coulé   |
| 22 avril 1918    | Sadika         | France         | 45      | Coulé   |
| 22 avril 1918    | Welbeck Hall   | United Kingdom | 5643    | Coulé   |
| 24 avril 1918    | Mabrouska      | France         | 256     | Coulé   |
| 27 avril 1918    | Azizeh         | France         | 30      | Coulé   |
| 27 avril 1918    | Nemaat Kheda   | France         | 40      | Coulé   |